# Saint-Ouen-du-Breuil
Saint-Ouen-du-Breuil ist eine französische Gemeinde mit 906 Einwohnern (Stand: 1. Januar 2022) im Département Seine-Maritime in der Region Normandie. Die Gemeinde gehört zum Dieppe und zum Kanton Luneray (bis 2015: Kanton Pavilly).

## Geographie
Saint-Ouen-du-Breuil liegt etwa 22 Kilometer nordnordwestlich von Rouen. Umgeben wird Saint-Ouen-du-Breuil von den Nachbargemeinden Gueutteville im Norden und Nordwesten, Beautot im Osten und Nordosten, Le Bocasse im Südosten, Butot im Süden sowie Hugleville-en-Caux im Westen. 
Durch die Gemeinde führen die Autoroute A29 und die Autoroute A151.

## Bevölkerungsentwicklung
| 1962                      | 1968 | 1975 | 1982 | 1990 | 1999 | 2006 | 2013 |
| ------------------------- | ---- | ---- | ---- | ---- | ---- | ---- | ---- |
| 372                       | 362  | 377  | 582  | 645  | 685  | 741  | 778  |
| Quelle: Cassini und INSEE |      |      |      |      |      |      |      |

## Sehenswürdigkeiten
- Kirche Saint-Ouen aus dem 15. Jahrhundert